# Edward IV của Anh
Edward IV (28 tháng 4, 1442 – 9 tháng 4, 1483) là một vị vua nước Anh, trị vì lần thứ nhất từ ngày 4 tháng 3 năm 1461 đến ngày 3 tháng 10 năm 1470, và lần thứ hai từ ngày 11 tháng 4 năm 1471 cho đến khi mất.
Ông là vị vua đầu tiên của nhà York trong lịch sử Anh. Nửa khoảng thời gian trị vì của ông được đánh dấu bằng Các cuộc chiến tranh Hoa hồng - cuộc chiến giành vương vị giữa hai nhà York và Lancaster. Ông đã hai lần đánh bại nhà Lancaster để trị vì đất nước trong hòa bình cho tới khi mất đột ngột. Trước khi trở thành vua, ông là Công tước xứ York thứ 4, Bá tước xứ March thứ 7, Bá tước Cambridge thứ 5, và Bá tước Ulster thứ 6. Ông cũng là Hiệp sĩ thứ 65 của Order of the Golden Fleece.

## Tuổi trẻ
Edward Plantagenet chào đời tại Rouen, nước Pháp. Ông là con trai thứ hai của Richard Plantagenet, Công tước thứ ba xứ York, người tuyên bố chủ quyền đối với ngai vàng nước Anh. Mẹ ông là Cecily Neville. Ông là con trai lớn nhất trong số bốn người con trai sống tới tuổi trưởng thành của Richard. Trước khi cha qua đời, ông mang danh hiệu là Bá tước xứ March.
Cha của Edward, Công tước xứ York được chỉ định là người thừa kế của vua Henry VI trước khi hoàng tử của ông ta, Edward chào đời năm 1453. Richard tiếp tục cuộc đấu tranh phe phái với người thân bên họ Beaufort của nhà vua. Ông đã giành vị trí thống trị sau chiến thắng tại Trận St Albans lần thứ nhất năm 1455, nơi mà đối thủ chính của ông là Edmund Beaufort, Công tước xứ Somerset, bị giết. Tuy nhiên, Marguerite d'Anjou, Vương hậu Anh, vương hậu của Henry IV - người đứng đầu nhà Lancaster đã gây dựng lại một phe phái hùng mạnh đối lập với nhà York trong những năm sau đó. Năm 1459, Margaret khơi mào cuộc chiến chống lại Công tước xứ York và những người ủng hộ chính của ông ta - anh rể Richard Neville, Bá tước xứ Salisbury, và con trai của Salisbury - Richard Neville, Bá tước xứ Warwick.
Lãnh đạo nhà York phải chạy trốn khỏi Anh sau thất bại trong cuộc đối đầu tại Ludford Bridge. Công tước xứ York lánh nạn ở Ireland, trong khi Edward cùng nhà Neville đến Calais, nơi Warwick là thống đốc. Năm 1460, Edward tới Kent cùng với Salisbury và Warwick để xây dựng một đội quân nhằm xâm chiếm London. Salisbury bao vây Tháp Luân Đôn, còn Edward và Warwick đánh bại và bắt giữ nhà vua trong Trận Northampton.
Công tước xứ York trở về Anh và được quốc hội tuyên bố là người thừa kế của nhà vua (theo Act of Accord), nhưng vương hậu Margaret đã gây dựng một đội quân mới để chống lại ông. Ông bị giết tại Trận Wakefield vào ngày 30 tháng 12 năm 1460, cùng với người con trai thứ hai là Edmund, Bá tước xứ Rutland.

## Trị vì

### Thừa kế ngai vàng
Cái chết của cha đã khiến Edward, hiện là Công tước xứ York, trở thành người đứng đầu nhà York. Ông đã đánh bại một đội quân của nhà Lancaster tại Mortimer's Cross, Herefordshire vào ngày 2 - 3 tháng 2 năm 1461. Sau đó, quân của vương hậu Margaret lại đánh bại quân của Warwick tại Trận St Albans lần thứ hai (17 tháng 2 năm 1461), và giải cứu Henry VI. Cuối cùng, Warwick mang tàn quân của mình hợp nhất với lực lượng của Edward.
Cha của Edward đã hạn chế tham vọng của mình và chỉ yêu cầu trở thành người thừa kế của Henry, nhưng Edward thực hiện một bước tiến dài là tự xưng làm vua vào tháng 3 năm 1461. Sau đó, ông mở một chiến dịch chống lại nhà Lancaster, và được cứu sống trên chiến trường bởi Hiệp sĩ xứ Wales, Ngài David Ap Mathew. Ông đã đánh bại quân đội nhà Lancaster trong Trận Towton, Yorkshire - trận chiến đẫm máu nhất nước Anh vào ngày 29 tháng 3 năm 1461. Sau khi đã thực sự đập vỡ sức mạnh quân sự của nhà Lancaster, Edward trở về London để làm lễ đăng quang. Vua Edward IV phong cho Ngài David Ap Mathew là Standard Bearer of England và cho phép ông sử dụng từ "Towton" trên gia huy của dòng họ Mathew.
Kháng chiến của Nhà Lancaster tiếp tục ở phía bắc, nhưng không gây ra mối đe dọa nghiêm trọng nào đối với chế độ mới và cuối cùng bị anh trai của Warwick là John Neville dập tắt trong Trận Hexham năm 1464. Henry VI trốn tới Pennines, nhưng sau đó bị bắt và giam giữ trong Tháp Luân Đôn. Vương hậu Margaret trốn ra nước ngoài cùng hoàng tử trẻ Edward và nhiều người ủng hộ nhà Lancaster. Edward IV phế truất Henry VI, nhưng không có lý do gì để giết cựu vương, nhất là khi con trai của Henry vẫn còn sống, vì điều này chỉ đơn thuần chuyển quyền thừa kế của nhà Lancaster từ một vị vua bị giam cầm sang một hoàng tử tự do.
Ngay ở tuổi 19, Edward đã thể hiện tài năng hết sức bén nhạy về quân sự. Ông có vóc dáng cao và được miêu tả là đẹp trai và đáng mến. Chiều cao của ông ước tính vào khoảng 6 feet 4,5 inch (1.943 m), là người cao nhất trong số tất cả các vị vua Anh và Scotland cho đến nay.

### Bị lật đổ
Hầu hết các gia tộc đứng đầu nước Anh vẫn trung thành với Henry VI hoặc đứng ngoài cuộc chiến vừa diễn ra. Do đó, triều đình mới phụ thuộc rất nhiều vào sự hỗ trợ của nhà Neville, người nắm giữ khối tài sản khổng lồ và có công lớn trong việc đưa Edward lên ngôi. Tuy nhiên, nhà vua ngày càng trở nên xa cách với người đứng đầu nhà Neville, Bá tước xứ Warwick, chủ yếu vì cuộc hôn nhân của ông. Warwick, thay mặt Edward, đã đàm phán với vua Louis XI của Pháp để Edward kết hôn với con gái của Louis, Anne hoặc chị dâu của ông, Bona xứ Savoy. Ông đã bị sỉ nhục và tức giận khi phát hiện rằng, trong thời gian ông đàm phán, Edward đã bí mật kết hôn với Elizabeth Woodville, góa phụ của John Gray xứ Groby, vào ngày 1 tháng 5 năm 1464.
Hôn sự của Edward với Elizabeth Woodville bị chỉ trích là một hành động bốc đồng và không giúp gì cho an ninh của nước Anh hay triều York. Hội đồng Cơ mật hết sức kinh hoàng, đã nói thẳng với Edward: "...Ngài phải biết rằng bà ấy không thể là vợ của một hoàng tử như ngài, vì bà không phải con gái của một công tước hay bá tước... mà chỉ là một hiệp sĩ bình thường." Trong khi J. R. Lander miêu tả hành động của nhà vua chỉ vì đơn thuần "mê đắm" bà góa phụ, Bertie Wilkinson cho rằng cuộc hôn nhân này "xuất phát từ tình yêu, nhưng cũng là một động thái chính trị lạnh lùng và có tính toán". Christine Carpenter phản đối ý kiến này, lập luận rằng Edward đã tạo ra một gia tộc York hùng mạnh, và mối quan hệ với nhà Woodville là không cần thiết.
Mẹ của Elizabeth là Jacquetta xứ Luxembourg, và cha là Richard Woodville, một nam tước mới được thụ phong. Khi hôn nhân của Elizabeth và Edward IV được công bố vào tháng 10 năm 1464, mười hai anh chị em chưa thành gia của Elizabeth trở thành đối tượng kết hôn đáng mơ ước. Sự thăng tiến đột ngột của gia đình Woodville gây nên sự thù địch trong giới quý tộc Anh, trên hết là Warwick. Nhà Woodville phản đối nhiều chính sách của Warwick, và lợi dụng sự sủng ái của nhà vua để đánh bại ông ta. Dần dần, Warwick ngày càng xa lánh vua Edward và nuôi ý định phản quốc. Mùa thu năm 1467, Warwick rút khỏi triều, đến ở điền trang của mình tại Yorkshire. Với sự giúp đỡ từ em trai bất mãn của nhà vua, George, Công tước xứ Clarence, ông ngấm ngầm kích động một cuộc nổi loạn chống lại Edward.
Đội quân chủ lực của nhà vua đã bị đánh bại trong Trận Edgecote Moor vào ngày 26 tháng 7 năm 1469 (Edward không tham dự trận chiến này), và sau đó Edward bị bắt tại Olney. Warwick cố gắng cai trị dưới danh nghĩa của Edward, nhưng giới quý tộc, phần đông từng được nhà vua ưu ái, không cam tâm ở dưới trướng Warwick. Một cuộc nổi loạn dậy lên ở phía bắc, và càng lúc càng rõ ràng rằng Warwick không thể đứng sau cai trị nhà vua. Ông buộc phải thả Edward vào ngày 10 tháng 9 năm 1469.
Vào thời điểm này, Edward không có ý trừng phạt Warwick hay Clarence, mà tìm cách hòa giải với họ. Tuy nhiên, vào tháng 3 năm 1470, Warwick và Clarence nổi dậy chống lại Edward IV một lần nữa. Cuộc nổi loạn bị đánh bại và Warwick buộc phải trốn sang Pháp vào ngày 1 tháng 5 năm 1470. Ở đó, ông đã liên minh với địch thủ cũ của mình, vương hậu Marguerite d'Anjou, Vương hậu Anh của nhà Lancaster.
Louis XI của Pháp muốn gây rắc rối cho Edward IV bằng cách trợ giúp nhà Lancaster giành lại ngai vàng nước Anh. Warwick đàm phán với Louis XI và vương hậu Margaret, trong đó ông đồng ý phục vị cho Henry VI, đổi lại Pháp sẽ hỗ trợ ông trong việc xâm chiếm Anh. Hạm đội xâm lược của Warwick khởi hành từ Pháp tới Anh vào ngày 9 tháng 9 năm 1470. Lần này, Edward IV buộc phải chạy trốn đến Flanders khi phát hiện ra anh trai của Warwick là John Neville, Hầu tước thứ nhất xứ Montagu, cũng đã chuyển phe sang nhà Lancaster, khiến quân đội của Edward không thể chống cự được.

### Phục vị
Henry VI lấy lại ngai vàng vào năm 1470, còn Edward phải lánh nạn ở Flanders, Burgundy, cùng em trai Richard, Công tước xứ Gloucester (sau là vua Richard III của Anh). Charles, Công tước xứ Burgundy ban đầu không muốn giúp đỡ Edward, nhưng khi Pháp tuyên chiến với Burgundy, Charles đã viện trợ cho Edward để xây dựng một đội quân giành lại vương quốc của mình.
Edward trở về Anh với một lực lượng tương đối nhỏ để tránh bị bắt. Thành phố York chỉ mở cổng cho ông sau khi ông hứa rằng mình chỉ đến để đòi lại công quốc, như Henry Bolingbroke đã làm vào 70 năm trước. Những người đầu tiên gia nhập cùng ông là Ngài James Harrington và William Parr, mang theo 600 lính vũ trang đến chỗ Edward tại Doncaster. Khi hành quân về phía nam, ông bắt đầu nhận được nhiều nguồn hỗ trợ, bao gồm cả Clarence (ông ta nhận ra rằng làm em trai của vua Edward vẫn tốt hơn là làm thần tử của vua Henry).
Edward tiến vào London mà không gặp trở ngại, và bỏ tù Henry VI. Sau đó, Edward cùng hai người em trai của mình đã đánh bại và giết chết Warwick trong Trận Barnet. Sau khi Warwick chết, Edward đã đập tan lực lượng còn lại của nhà Lancaster trong Trận Tewkesbury năm 1471. Người thừa kế nhà Lancaster, Edward xứ Westminster, Thân vương xứ Wales, bị giết trên chiến trường. Henry VI qua đời vài ngày sau đó, vào đêm Edward tái nhập London. Một biên niên sử đương thời tuyên bố cái chết của Henry là do "u sầu", nhưng người ta nghi ngờ rằng Edward đã ra lệnh giết Henry để loại bỏ hoàn toàn phe đối lập, nhà Lancaster.
Năm 1478, George, Công tước xứ Clarence, cuối cùng bị kết tội âm mưu chống lại Edward, bị giam cầm trong Tháp Luân Đôn và bị xử tử vào ngày 18 tháng 2 năm 1478. Theo truyền thống lâu đời, ông ta "bị dìm chết trong một thùng rượu Malmsey".

### Những năm cuối
Edward không phải đối mặt với bất kỳ một cuộc nổi loạn nào nữa sau khi phục vị, vì nhà Lancaster gần như đã tuyệt vong.
Năm 1475, Edward tuyên chiến với Pháp, cập bến Calais vào tháng 6. Tuy nhiên, đồng minh Charles, Công tước xứ Burgundy, không cung cấp được trợ giúp quân sự đáng kể nào, khiến Edward phải đàm phán với Pháp. Ông ký kết Hiệp ước Picquigny, được nhận một khoản 75.000 đồng và trợ cấp 50.000 đồng hàng năm, nhờ đó ông có thể cải thiện vấn đề tài chính của mình. Ông cũng ủng hộ Alexander Stewart, Công tước xứ Albany, em trai vua James III của Scotland, lên ngôi vua Scotland năm 1482. Gloucester chỉ huy một cuộc xâm lược Scotland, chiếm đóng Edinburgh và bắt giữ vua Scots, nhưng Albany đã từ bỏ thỏa thuận với Edward. Gloucester quyết định rút khỏi Edinburgh, nhưng giữ lấy Berwick-Tweed.
Sức khỏe của Edward bắt đầu lụn bại, và ông mắc phải nhiều chứng bệnh trong những năm cuối đời. Ông ốm nặng vào Lễ Phục sinh năm 1483, nhưng cố gượng để thêm một số điều khoản vào di chúc của mình, quan trọng nhất là phong em trai Richard, Công tước xứ Gloucester làm Nhiếp chính cho con trai ông. Ông qua đời vào ngày 9 tháng 4 năm 1483 và được chôn cất tại Nhà nguyện St George, Lâu đài Windsor. Người con trai mới 12 tuổi, Edward V của Anh, kế vị (nhưng không bao giờ đăng quang).
Nguyên nhân dẫn đến cái chết của Edward là không rõ. Có thể do viêm phổi, thương hàn hoặc thậm chí đầu độc. Một số người cho rằng cái chết của ông là hậu quả của một lối sống không lành mạnh, vì ông đã trở nên mập mạp và ít hoạt động trong nhiều năm trước khi chết.

## Người kế vị
Con trai cả của Edward IV được phong tước hiệu Thân vương xứ Wales khi mới 7 tháng tuổi. Khi lên 3 tuổi, ông được cha gửi đến Lâu đài Ludlow với tư cách là người đứng đầu trên danh nghĩa của Hội đồng xứ Wales và Marches, được thành lập để giúp Edward V tương lai thực hiện nhiệm vụ của mình với tư cách Thân vương xứ Wales. Hoàng tử đã tới Ludlow với mẹ và chú của mình, Anthony Woodville, Bá tước Rivers thứ 2, người thay mặt hoàng tử quản lý Hội đồng. Thỉnh thoảng nhà vua cũng đến thăm con trai tại Ludlow. Bằng việc này, ông chuẩn bị cho con trai mình những kinh nghiệm để làm một vị vua trong tương lai.
Tuy nhiên, sau khi Edward qua đời, con trai ông nhanh chóng bị lật đổ khỏi ngai vàng bởi người chú Richard, Công tước xứ Gloucester. Theo đạo luật Titulus Regius, trước khi cưới Elizabeth Woodville, Edward từng kết hôn với một người phụ nữ khác, Eleanor Butler. Vào thời điểm này, cả Edward và Eleanor Butler đều đã chết, nhưng Robert Stillington, Giám mục xứ Bath và Wells, tuyên bố đã từng tiến hành hôn lễ giữa hai người. Không rõ đây có phải sự thật không, nhưng hôn nhân giữa Edward và Elizabeth Woodville ngay lập tức bị coi là bất hợp pháp, Edward V cùng em trai bị truất quyền thừa kế ngai vàng và bị giam giữ trong Tháp Luân Đôn, còn Richard, Công tước xứ Gloucester trở thành người thừa kế và đăng quang ngôi vị (Richard III). Vài tháng sau, hai cậu bé biến mất một cách bí ẩn, và được cho là đã chết.
Năm 1485, Richard III bị Henry VII đánh bại và giết. Henry VII bãi bỏ đạo luật Titulus Regius và những người con của Edward IV cùng Elizabeth Woodville được tái hợp pháp hóa. Ông kết hôn với Elizabeth xứ York, con gái lớn nhất của Edward IV, và bà trở thành vương hậu nước Anh.

## Đánh giá

### Thành tựu
Edward là một chỉ huy quân sự cực kỳ tài giỏi và táo bạo. Ông đã nghiền nát Nhà Lancaster bằng một loạt chiến thắng quân sự ngoạn mục. Ông là một vị vua rất có năng lực và được ngưỡng mộ, mặc dù đôi khi vẫn thất bại (thậm chí nghiêm trọng) trong chính trường - thường dưới tay đối thủ Louis XI của Pháp. Ông thiếu tầm nhìn xa và đôi lúc phán đoán tồi tệ gây nên nhiều hậu quả, nhưng ông có một sự thấu hiểu kỳ lạ đối với những thần tử của mình, và nhiều người vẫn luôn trung thành cho đến khi ông mất.
Triều đại của Edward IV chứng kiến sự khôi phục luật pháp và trật tự ở Anh, châm ngôn hoàng gia của ông là modus et ordo, hay "phương pháp và trật tự". Cuối triều đại Henry VI, luật pháp và trật tự sụp đổ hoàn toàn, cướp biển và thổ phỉ gia tăng đáng kể. Edward cũng là một thương gia sắc sảo và thành đạt, ông đầu tư mạnh vào một số công xưởng trong Thành phố Luân Đôn. Ông cũng biến công quốc Lancaster thành tài sản hoàng gia vẫn tồn tại đến ngày nay. Trong triều đại của Henry, ngân khố quốc gia bị tham nhũng đáng kể. Edward cho hoàng gia thêm quyền kiểm soát tài chính, và thậm chí điều tra những hồ sơ cũ để kiểm soát các khoản thanh toán trước đó. Tài liệu ngân khố cho thấy ông còn gửi thư đe dọa những viên chức không trả tiền. Bất động sản của ông cũng kiếm được số tiền lớn cho hoàng gia.

### Sưu tầm
Triều đình của Edward IV và Elizabeth Woodville được một du khách miêu tả là "tráng lệ nhất... trong tất cả các nước Thiên Chúa". Edward đã chi một số tiền lớn cho các biểu tượng quyền lực đắt tiền để thể hiện địa vị và sự giàu có của mình với tư cách là quốc vương hợp pháp của nước Anh. Thói quen sưu tầm của ông cho thấy ông không chỉ là một nhà quân sự và quản trị giỏi, mà còn quan tâm đến thời trang và giáo dục, đặc biệt là lịch sử. Ông yêu cầu quần áo, đồ trang sức và đồ đạc lộng lẫy, cùng với bộ sưu tập các bản thảo lịch sử và văn học được trang trí đẹp mắt, phần nhiều được chế tác đặc biệt bởi các thợ thủ công ở Bruges. Nội dung của những tác phẩm này chủ yếu là về những nhà cai trị vĩ đại (trong đó có Julius Caesar), biên niên sử, các công trình kiến thức và tôn giáo, phục vụ cho mục đích giải trí và nghiên cứu.
Không rõ thư viện của Edward được lưu trữ ở đâu và như thế nào, nhưng người ta ghi lại rằng ông đã phải chuyển sách từ chiếc tủ lớn của mình tới Cung điện Eltham và để một người trông coi thư viện. Trong số đó có hơn bốn mươi quyển tồn tại nguyên vẹn cho đến ngày nay, là một phần quan trọng của Bộ sưu tập các bản thảo Hoàng gia tại Thư viện Anh.

### Triều đại
Triều đại của Edward chỉ sống sót sau ông hai năm, bất chấp thiên tài quân sự và quản trị của ông. Edward là một trong số ít những người đàn ông trong triều đại của mình qua đời vì bệnh. Cả cha và em trai của ông đều bị giết tại Trận Wakefield, trong khi ông nội và một người em khác bị xử tử vì tội phản quốc. Hai con trai của ông bị giam giữ và biến mất (có thể là bị giết) chỉ vài tháng sau cái chết của Edward. Em trai út của nhà vua, Richard III bị giết chết trong trận chiến với Henry Tudor tại Bosworth Field. Nó đánh dấu sự kết thúc của triều đại nhà York và gia đình Plantagenet, triều đại dài nhất trong lịch sử Anh. Sau khi lên ngôi vua, Henry Tudor đã kết hôn với con gái cả của Edward là Elizabeth xứ York, vào thời điểm đó là người thừa kế của gia đình, do đó nhận được sự đồng tình của những người ủng hộ nhà York. Thông qua bà, gia đình Plantagenet và nhà York tiếp tục tồn tại trong dòng dõi những nhà cai trị nước Anh.

## Ngoại hình và tính cách
Edward được đánh giá là một người cực kỳ điển trai. Philippe de Commynes, từng gặp nhà vua vài lần, đã nghĩ rằng ông đẹp hơn tất cả những hoàng tử mà ông ta từng biết - "Tôi chưa từng thấy một người đàn ông nào điển trai hơn ông ta khi ngài Warwick ép ông ta trốn khỏi nước Anh." Commynes cũng mô tả ông là "một người đàn ông mạnh mẽ và đẹp đẽ đến mức có lẽ ông ta được tạo ra để phục vụ những thú vui của xác thịt". Vóc dáng và chiều cao ấn tượng của Edward (khoảng 6 feet 4 inch - 193 cm), trong bộ áo giáp, ông có thể cao đến 6 feet 7 inch (201 cm)) được tôn lên bởi những bộ quần áo lộng lẫy, trong khi Henry VI nổi tiếng với những trang phục xám nâu buồn tẻ.
Khi Quốc hội họp tại Westminster vào ngày 12 tháng 11 năm 1461, người phát ngôn, Ngài James Strangways - người đã chiến đấu bên cạnh cha của Edward, Công tước xứ York, trong Trận Wakefield - đã nói đến "vẻ đẹp của con người mà Thiên Chúa toàn năng gửi đến" và "sự khôn ngoan, nhờ ân sủng của Người, đồng hành cùng nó". Ông cũng ca ngợi Edward với "công trạng cao quý và xứng đáng, can đảm của hoàng tử và hiệp sĩ, và sự cống hiến cao quý và thiêng liêng đối với hạnh phúc và chính quyền của đất nước..."

## Hôn nhân và hậu duệ
Edward IV có mười người con với Elizabeth Woodville. Họ bị Quốc hội tuyên bố là con bất hợp pháp vào năm 1484 qua đạo luật Titulus Regius, dọn đường cho Richard III trở thành Vua. Đạo luật này sau đó bị Henry VII bãi bỏ, do đó (tái) hợp pháp hóa con của Edward và Elizabeth.
1. Elizabeth xứ York, vương hậu của Henry VII của Anh (11 tháng 2 năm 1466 - 11 tháng 2 năm 1503)
2. Mary xứ York (11 tháng 8 năm 1467 - 23 tháng 5 năm 1482)
3. Cecily xứ York (20 tháng 3 năm 1469 – 24 tháng 8 năm 1507)
4. Edward V của Anh (4 tháng 11 năm 1470 – khoảng năm 1483)
5. Margaret xứ York (10 tháng 4 năm 1472 - 11 tháng 12 năm 1472)
6. Richard của Shrewsbury, Công tước xứ York (17 tháng 8 năm 1473 - khoảng năm 1483)
7. Anne xứ York, Lady Howard (2 tháng 11 năm 1475 - 23 tháng 11 năm 1511)
8. George Plantagenet, Công tước xứ Bedford thứ nhất (? tháng 3 năm 1477 - ? tháng 3 năm 1479)
9. Catherine xứ York (14 tháng 8 năm 1479 - 15 tháng 11 năm 1527)
10. Bridget xứ York (18 tháng 11 năm 1480 - ? tháng ? năm 1517)

Edward IV có rất nhiều nhân tình, trong đó bao gồm Elizabeth Shore, còn gọi là Jane Shore, Eleanor Talbot và Elizabeth Lucy Wayte.
Edward cũng có nhiều người con bất hợp pháp, trong đó hai người được ghi lại rõ ràng:
1. Arthur Plantagenet, Tử tước thứ nhất xứ Lisle (khoảng 1460/1470 – ngày 3 tháng 3 năm 1542)
2. Grace Plantagenet. Bà đã tham dự tang lễ của Elizabeth Woodville năm 1492